# Marmarina tigrina
Marmarina tigrina är en skalbaggsart som beskrevs av Hippolyte Louis Gory och Achille Rémy Percheron 1833. Marmarina tigrina ingår i släktet Marmarina och familjen Cetoniidae. Utöver nominatformen finns också underarten M. t. litorea.